# 新町 (取手市)
新町（しんまち）は、茨城県取手市の町丁。郵便番号302-0024。

## 地理
JR東日本・関東鉄道取手駅の西口の地域。北は白山、東は中央町、南東は千葉県我孫子市青山、南西は取手に隣接している。

### 地価
住宅地の地価は、2017年（平成29年）の公示地価によれば、新町4-19-2の地点で7万8700円/m2となっている。

## 世帯数と人口
2017年（平成29年）7月1日現在の世帯数と人口は以下の通りである。
| 丁目       | 世帯数    | 人口    |
| ---------- | --------- | ------- |
| 新町一丁目 | 206世帯   | 419人   |
| 新町二丁目 | 195世帯   | 318人   |
| 新町三丁目 | 353世帯   | 776人   |
| 新町四丁目 | 373世帯   | 795人   |
| 新町五丁目 | 259世帯   | 567人   |
| 新町六丁目 | 391世帯   | 831人   |
| 計         | 1,777世帯 | 3,706人 |

## 小・中学校の学区
市立小・中学校に通う場合、学区は以下の通りとなる。※一部児童が白山小学校へ越境している。
| 地域       | 地域       | 小学校       | 中学校         |
| ---------- | ---------- | ------------ | -------------- |
| 新町一丁目 | 新町一丁目 | 白山小学校   | 取手第二中学校 |
| 新町二丁目 |            | 白山小学校   | 取手第二中学校 |
| 新町三丁目 |            | 白山小学校   | 取手第二中学校 |
| 新町四丁目 | 一部       | 白山小学校   | 取手第二中学校 |
| 新町四丁目 | 一部       | 取手西小学校 | 取手第二中学校 |
| 新町五丁目 |            | 取手西小学校 | 取手第二中学校 |
| 新町六丁目 |            | 取手西小学校 | 取手第二中学校 |

## 施設
- 取手駅西口市街地再開発ビル（愛称：リボンとりで。旧・取手とうきゅうビル） - 西友など[4]。
- 取手市役所 取手駅前窓口 - 取手西口駐車場ビル（リボンとりでビルに隣接した駐車場）1階
- みずほ銀行 取手支店
- 利根パークゴルフ場

## 交通

### 鉄道
- JR東日本常磐線・関東鉄道 - 取手駅
  - 駅の所在地は中央町だが、JR線の西口が当地に面している。

### 交通
- 国道
  - 国道6号
    - 大利根橋
- 主要地方道（都道府県道）
  - 茨城県道11号取手東線